# Héctor Veira
Héctor Rodolfo Veira (ur. 29 maja 1946 w Buenos Aires) – argentyński piłkarz, grający podczas kariery na pozycji napastnika.

## Kariera klubowa
Héctor Veira rozpoczął karierę w klubie San Lorenzo de Almagro w 1963. Z San Lorenzo zdobył mistrzostwo Argentyny w turnieju Metropolitano 1968. Indywidualnie Veira w 1964 strzelając 17 bramek był królem strzelców ligi argentyńskiej.
W latach 1971–1972 był zawodnikiem Huracánu Buenos Aires, któremu kibicował w dzieciństwie. W latach 1971–1972 występował w Meksyku w klubie Santos Laguna. W 1972 powrócił na dwa sezony do San Lorenzo. Po grze w CA Banfield w 1974 hiszpańskiego klubu Sevilla FC. Przygoda z Sevillą była nieudana, gdyż Veira nie zdołał zadebiutować w Primera División.
W 1976 trafił do Brazylii do Corinthians Paulista. W 1977 występował w Chile w zespole Club Universidad de Chile. W 1978 występował w gwatemalskim Comunicaciones Gwatemala oraz boliwijskim Oriente Petrolero, w którym zakończył karierę. Z Comunicaciones zdobył mistrzostwo Gwatemali.

## Kariera reprezentacyjna
W reprezentacji Argentyny Veira zadebiutował w 1965. Drugi i zarazem ostatni raz w barwach albicelestes wystąpił w 22 stycznia 1967 w wygranym 1-0 meczu z Boliwią podczas Copa América 1967. Argentyna wywalczyła na turnieju w Urugwaju wicemistrzostwo kontynentu.

## Kariera trenerska
Po zakończeniu kariery piłkarskiej Veira został trenerem. Karierę trenerską rozpoczął w 1980 w San Lorenzo de Almagro. Najlepszym okresem w jego karierze trenerskiej była praca w River Plate w latach 1985-1987. Z River Plate zdobył mistrzostwo Argentyny 1986, Copa Libertadores 1986 i Puchar Interkontynentalny 1986.
W 1987 powrćił do swojego byłego klubu San Lorenzo. San Lorenzo czwarty raz pracował w latach 1992-1996. W tym okresie zdobył z nim mistrzostwo Argentyny: Clausura 1995. W latach 1996–1998 trenował Boca Juniors.
W latach 1998–2000 był selekcjonerem reprezentacji Boliwii. Veira prowadził Boliwię w Copa América 1999 oraz Pucharze Konfederacji 1999. Na obu tych turniejach Boliwia odpadła w fazie grupowej. Z ławką trenerską Veira pożegnał się w San Lorenzo w 2004. Klub ten prowadził w 371 meczach, co jest rekordem jego historii.